# Johannes II Megas Komnenos
Johannes II Megas Komnenos (Grieks: Ιωάννης Β΄ Μέγας Κομνηνός/Iōannēs II Megas Komnēnos) (1262/1263-1297) was van 1280 tot 1284 en van 1285 tot 1297 keizer van Trebizonde.

## Leven
Johannes II was de jongste zoon van keizer Manuel I Megas Komnenos en diens derde echtgenote, de Byzantijnse edelvrouw Irene Syrikaina. Voor zijn troonsbestijging was hij in de Byzantijnse godsdienstoorlogen orthodox tegenkeizer tegenover Michaël VIII Palaiologos.
Johannes besteeg de troon nadat zijn oudere broer Georgios in 1280 in gevangenschap van de Mongoolse Il-kan Abaqa was geraakt. Hij sloot vrede met Michaël VIII en huwde diens derde dochter Eudokia Palaiologina. Uit het huwelijk werden twee zoons geboren, die beide over Trebizonde zouden regeren: Alexios II (keizer van 1297 tot 1330) en Michaël (keizer in 1341 en van 1344 tot 1349).
Het feit dat hij zijn schoonvader als legitiem Byzantijns keizer erkende, leidde tot opstanden, die hem in 1284 de troon kostten. Hij werd vervangen door zijn oudere halfzuster Theodora, die hij een jaar later echter weer verdreef. Het opperleenheerschap van het Il-kanaat bleef bestaan, maar werd sterk versoepeld. Wel moest hij toezien hoe zijn rijk door Turkse stammen werd geplunderd. Hij werd na zijn dood in 1297 opgevolgd door zijn oudste zoon Alexios II.